# Mönchengladbach Süd
Mönchengladbach Süd ist einer von vier Stadtbezirken der kreisfreien Großstadt Mönchengladbach im Westen des deutschen Bundeslandes Nordrhein-Westfalen. Innerhalb Mönchengladbachs wird die erst seit dem 22. Oktober 2009 bestehende Verwaltungseinheit meist kurz als Stadtbezirk Süd bezeichnet. Im Stadtbezirk Süd wurden im Jahr 2009 die bisherigen Stadtbezirke Rheydt-West, Rheydt-Mitte und Odenkirchen zusammengefasst. Diese Verwaltungsreform wurde am 27. Februar 2008 vom Mönchengladbacher Stadtrat mit der knappen Mehrheit von nur einer Stimme beschlossen. Der Sitz der Bezirksverwaltung befindet sich im Rathaus Rheydt.

## Gliederung des Stadtbezirks
Der Mönchengladbacher Stadtbezirk Süd gliedert sich in 14 amtliche Stadtteile, von denen sich einige aus wiederum mehreren kleinen Ortsteilen zusammensetzen:
| alte Stadtbezirke bis 22. Oktober 2009 | Stadtteile | Stadtteile             | Stadtteile  | Stadtteile   | Ortsteile, Ortslagen, Dörfer, Weiler, „Honnschaften“ usw.                           |
| -------------------------------------- | ---------- | ---------------------- | ----------- | ------------ | ----------------------------------------------------------------------------------- |
| alte Stadtbezirke bis 22. Oktober 2009 | Nr.        | Name                   | Einwohner a | Fläche/km² b | Ortsteile, Ortslagen, Dörfer, Weiler, „Honnschaften“ usw.                           |
| Rheydt-Mitte                           | 3 01       | Schloss Rheydt         | 18          | 1,441        |                                                                                     |
| Rheydt-Mitte                           | 3 02       | Bonnenbroich-Geneicken | 6.575       | 2,947        |                                                                                     |
| Rheydt-Mitte                           | 3 03       | Rheydt                 | 12.936      | 1,448        |                                                                                     |
| Rheydt-Mitte                           | 3 04       | Mülfort                | 8.852       | 3,025        |                                                                                     |
| Rheydt-Mitte                           | 3 05       | Heyden                 | 7.986       | 1,208        |                                                                                     |
| Rheydt-Mitte                           | 3 06       | Geistenbeck            | 4.396       | 0,884        |                                                                                     |
| Rheydt-West                            | 3 07       | Pongs                  | 2.522       | 1,617        |                                                                                     |
| Rheydt-West                            | 3 08       | Schrievers             | 8.041       | 1,896        |                                                                                     |
| Rheydt-West                            | 3 09       | Grenzland-Stadion      | 3.055       | 0,606        |                                                                                     |
| Rheydt-West                            | 3 10       | Schmölderpark          | 7.145       | 1,669        |                                                                                     |
| Rheydt-West                            | 3 11       | Hockstein              | 3.285       | 1,866        |                                                                                     |
| Odenkirchen                            | 3 12       | Odenkirchen-West       | 3.002       | 4,242        |                                                                                     |
| Odenkirchen                            | 3 13       | Odenkirchen-Mitte      | 16.048      | 5,865        | Bell, Goerdshof, Güdderath, Kamphausener Höhe, Ruhrfeld, Wetschewell, Hove, Saarhof |
| Odenkirchen                            | 3 14       | Sasserath              | 793         | 3,934        | Mongshof                                                                            |

## Bezirksvertretung
Bei der letzten Kommunalwahl 2009 wählte die sich an der Wahl beteiligende Bevölkerung des Stadtbezirks zu 33,4 Prozent CDU, zu 29,5 Prozent SPD, zu 14,4 Prozent Grüne, zu 9,0 Prozent FDP, zu 4,4 Prozent FWG, zu 6,6 Prozent Die Linke. Die restlichen 2,7 Prozent der Stimmen entfielen auf die übrigen Parteien. Der Bezirksvertretung gehören 18 Mitglieder an.

## Landtagswahl
Bei der vorgezogenen Landtagswahl am 13. Mai 2012 wählten die stimmberechtigten Einwohner des Stadtbezirks bei den Zweitstimmen wie folgt: c

## Einteilung der Postleitzahlen
Die Postleitzahlen 41199, 41236, 41238 und 41239 sind im Mönchengladbacher Stadtbezirk Süd gültig.

Einteilung der Postleitzahlbezirke